# Cleistesiopsis
Cleistesiopsis – rodzaj roślin jednoliściennych z rodziny storczykowatych (Orchidaceae). Obejmuje 3 gatunki wydzielone w odrębny rodzaj w 2008 roku. Występują we wschodniej części Ameryki Północnej, gdzie rosną na łąkach, w lasach dębowo-sosnowych i sosnowych. Gatunki te zostały wyodrębnione z rodzaju Cleistes ponieważ okazały się w wyniku analiz molekularnych być bliżej spokrewnionymi z rodzajami Isotria i Pogonia niż z południowoamerykańskimi przedstawicielami Cleistes. Rośliny z wyodrębnionego rodzaju różnią się od przedstawicieli Cleistes brakiem bulwiastych korzeni i pojedynczymi kwiatami

## Morfologia

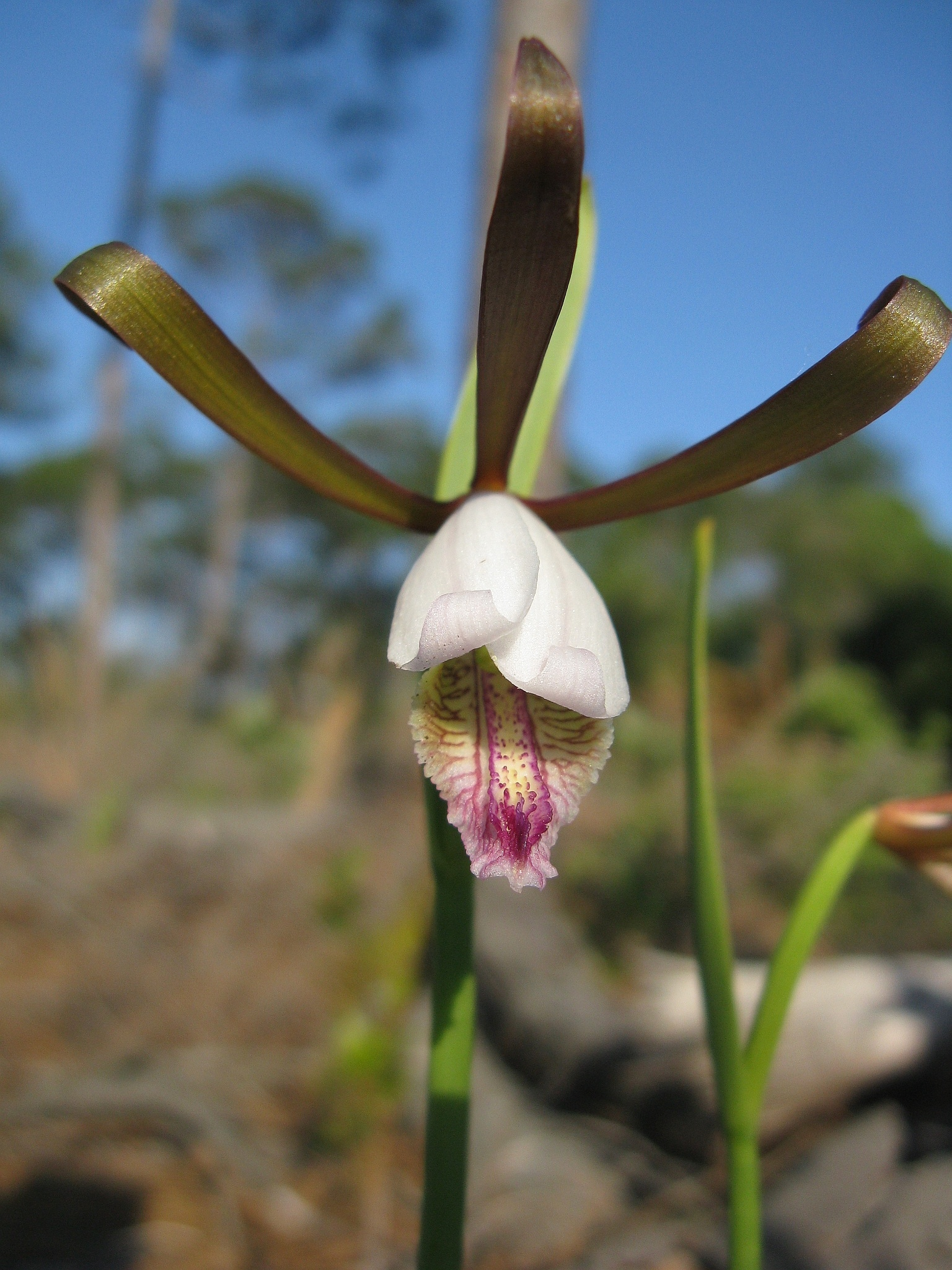
Kwiat C. divaricata

ŁodygaProsta, pojedyncza, zwykle dość słabo ulistniona.
KorzenieDo 2 mm szerokości, bez bulwiastych zgrubień.
LiścieNieliczne, kilka na pędach wegetatywnych, na pędach generatywnych często tylko jeden liść. Liście są siedzące o blaszce jajowato-lancetowatej lub wąsko-lancetowatej.
KwiatyPojedyncze, na szczycie pędu. Przysadki podobne do liści. Kwiaty odwrócone o 180° (jak u większości storczykowatych), wzniesione, siedzące. Zewnętrzne listki okwiatu zwykle oliwkowozielone, brązowe lub brązowoczerwone, równowąskolancetowate, na końcach zaostrzone. Wewnętrzne listki różowe do białych, łopatkowate do owalnych, często formujące rurkę z wywiniętą wargą, koloru białego lub różowego, czerwono żyłkowaną, podzieloną na trzy łatki. Prętosłup wolny, biały, na szczycie ucięty. Pylnik szczytowy, zwisający z dwoma pyłkowinami. Ziarna pyłku w tetradach.
OwoceTorebka cylindryczna, wzniesiona.

## Systematyka
Pozycja systematyczna według Angiosperm Phylogeny Website (aktualizowany system APG IV z 2016)
Jeden z 6 rodzajów plemienia Pogonieae w podrodzinie waniliowych (Vanilloideae) Szlachetko, stanowiącej jeden ze starszych kladów w obrębie rodziny storczykowatych (Orchidaceae).
Wykaz gatunków
- Cleistesiopsis bifaria (Fernald) Pansarin & F.Barros
- Cleistesiopsis divaricata (L.) Pansarin & F.Barros
- Cleistesiopsis oricamporum P.M.Br.